# Thomas Newenham Deane
Thomas Newenham Deane (15 juin 1828 - 8 novembre 1899) est un architecte irlandais, le fils de Thomas Deane (en) et d'Eliza Newenham, et le père de Thomas Manly Deane. Son père et son fils sont également architectes.
La Bibliothèque nationale d'Irlande, une aile de la Galerie nationale d'Irlande, la Cathédrale Sainte-Marie de Tuam, le Kildare Street Club et un certain nombre de bâtiments sur le campus du Trinity College de Dublin lui sont attribués.

## Jeunesse
Thomas Newenham Deane est né le 15 juin 1828 près de Cork, en Irlande. Il est le fils de Thomas Deane, un architecte, et d'Eliza O'Callaghan Newenham, la seconde épouse de Thomas Deane. Deane est l'aîné de 3 frères et sœurs. En tant que fils unique, Deane a deux sœurs plus jeunes, Susanna Adelaide (Ada) et Olivia Louisa. Du premier mariage de son père, les trois frères et sœurs ont un demi-frère John Connellan et une demi-sœur Julia Connellan. Deane est décrit comme étant un enfant timide et réservé qui lutte avec un bégaiement. L'entreprise se développe pour devenir une entreprise prospère et l'une des pratiques les plus importantes d'Irlande. Deane est scolarisé en Angleterre dans la Rugby School. Pendant son enfance, il hérite d'un intérêt pour la voile de son père. Cela conduit à l'une de ses premières aspirations à vouloir éventuellement rejoindre la marine. Cette aspiration est néanmoins niée par son père et, après l'école primaire en Angleterre, Deane, en 1846, retourne en Irlande pour fréquenter le Trinity College de Dublin (TCD). En 1849, il est diplômé de TCD avec un BA. Un an après l'obtention de son diplôme, Deane retourne à Cork où il épouse Henrietta Manly. Alors que Deane après l'obtention de son diplôme explore la possibilité de gagner sa vie en tant qu'artiste, mais entre plutôt dans l'entreprise de son père en travaillant initialement sur des plans pour le Queens College Cork, maintenant University College Cork.
Tout au long de sa jeunesse, Deane montre un intérêt pour la peinture, en particulier l'aquarelle. Et immédiatement après avoir obtenu son diplôme de TCD, il travaille pour s'établir en tant qu'artiste, malgré le manque d'approbation de son père. Thomas Deane considère plutôt l'avenir de son fils comme étant dans l'entreprise familiale. Au fil des années, Deane s'intègre au cabinet d'architecture, qu'il rejoint en 1850 et dont il prend la direction après le décès de son père en 1871. Tout au long de sa carrière, Deane n'abandonne jamais son intérêt pour les arts et croit fermement que l'architecture s'améliorerait en combinant l'éducation en architecture avec des études en beaux-arts. Vers la fin de sa vie, il réussit à devenir un artiste régulièrement exposé à la Royal Hibernian Academy de Dublin.

## Carrière

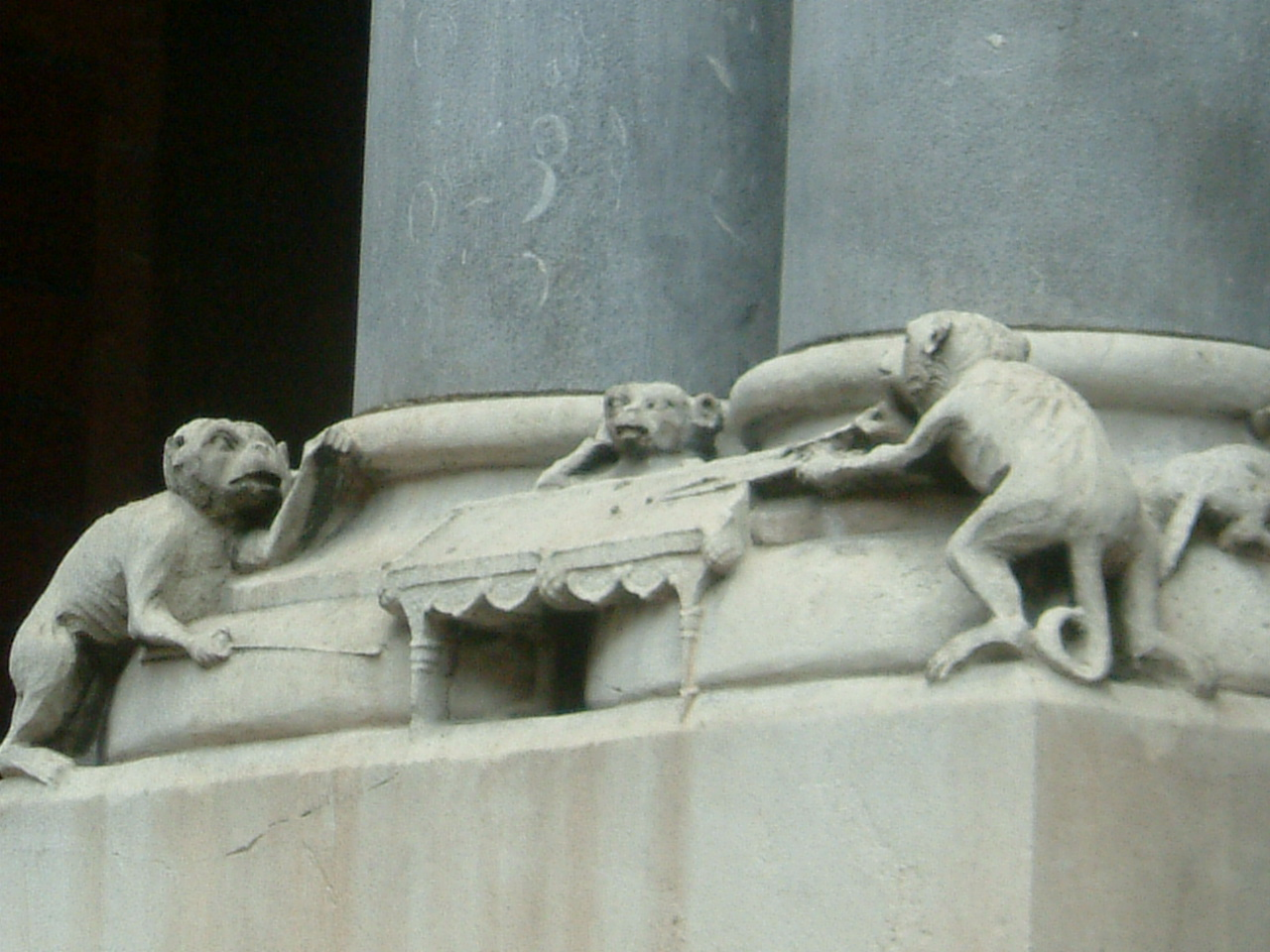
Une sculpture de singes jouant au billard dans le Kildare Street Club

En 1851, il devient associé avec Benjamin Woodward. Leur travail est principalement un style gothique influencé par les principes de John Ruskin, et comprend le musée du Trinity College de Dublin, le Musée d'histoire naturelle de l'université d'Oxford, le Pitt Rivers Museum, le  Street Club de Dublin et le Queen's College Cork, aujourd'hui University College Cork. Il est connu comme un architecte de la conservation, impliqué dans la restauration (notamment l'incorporation du chœur roman original du XIIe siècle) de la Cathédrale Sainte-Marie de Tuam.
Son travail sur la conservation de la Cathédrale Saint-Canice de Kilkenny a moins de succès et le met en conflit avec le doyen et le chapitre, et en particulier avec le trésorier James Graves. Cela peut être dû à son intérêt pour la restauration de bâtiments médiévaux qui conduit à sa nomination en tant que premier inspecteur des monuments nationaux sous le Conseil irlandais des travaux après que la dissolution de l'Église d'Irlande amène des bâtiments en ruine sous leur garde. Il travaille sur l'église St Cronan d'Irlande, Roscrea, comté de Tipperary.
Dans les cercles contemporains, l'associé de Deane, Woodward, est considéré comme l'influence créative derrière l'entreprise, et leur pratique souffre après sa mort prématurée. Néanmoins, Deane continue à travailler avec son fils, Thomas Manly Deane, en concevant le Musée national d'Irlande et la Bibliothèque nationale d'Irlande à Kildare Street, Dublin. Thomas Newenham Deane est anobli en 1890 .

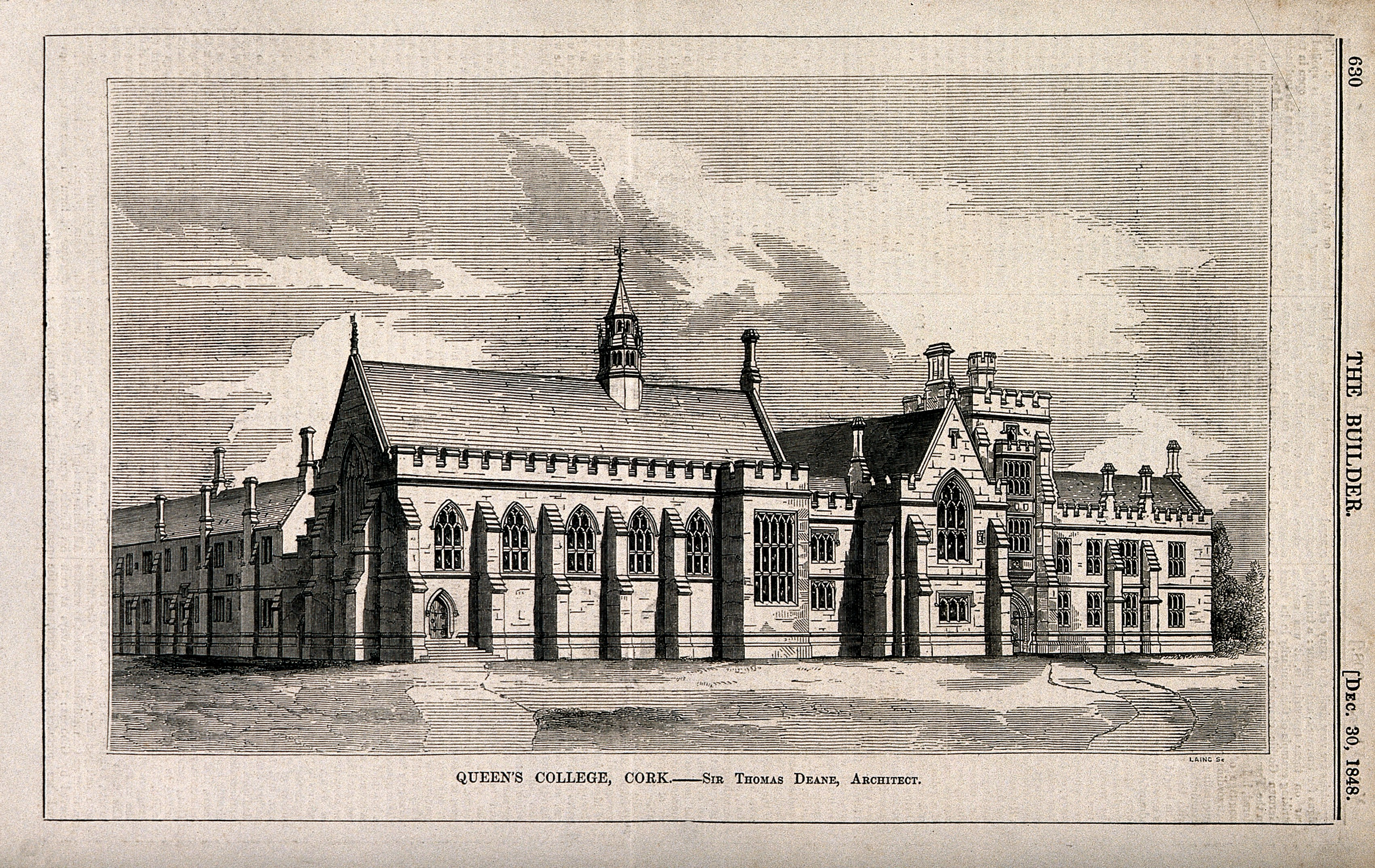
Queen's College Cork (aujourd'hui University College Cork) v. 1848 par JJ Laing

## Vie privée
Le 29 janvier 1850, Deane épouse Henrietta Manly, fille de Joseph H. Manly de Ferney, comté de Cork. Deane et sa femme ont plusieurs enfants. Deane meurt subitement à Dublin le 8 novembre 1899.